# 동백1로
동백1로는 경기도 용인시 기흥구 동백동 남부를 가로지르는 3.8km의 도로이다. 도로명은 동백동에서 유래하였다.

## 노선
| 이름               | 접속 노선    | 소재지               | 비고 |
| ------------------ | ------------ | -------------------- | ---- |
| (이름 없음)        | 동백죽전대로 | 용인시 기흥구 동백동 |      |
| 초당어린이집사거리 | 동백중앙로   | 용인시 기흥구 동백동 |      |
| 석성산 정상        |              | 용인시 기흥구 동백동 |      |